# Brikettwerk Dahlhausen

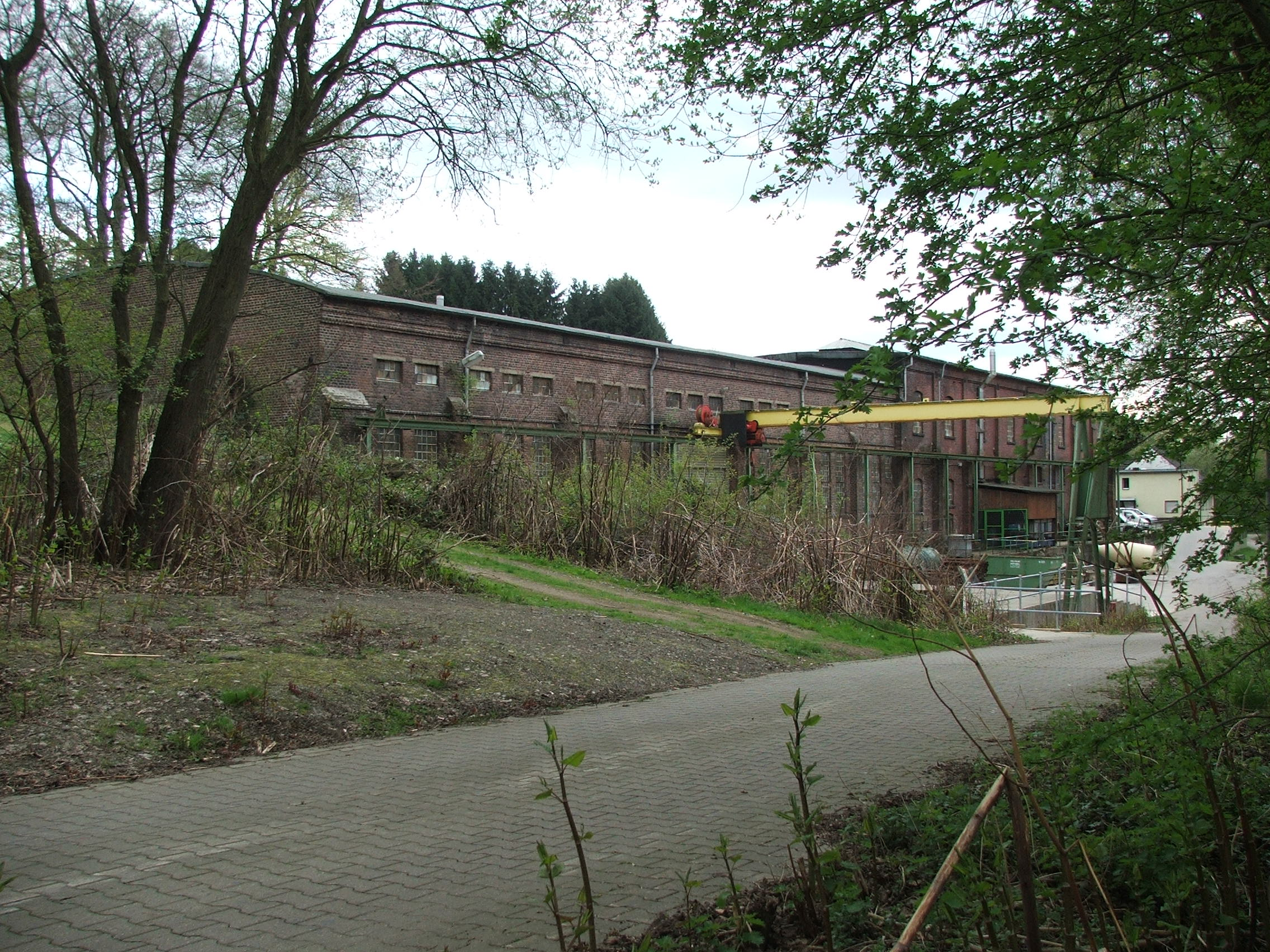
Brikettwerk Dahlhausen

Die Brikettwerk Dahlhausen GmbH war ein am 23. Dezember 1897 in Dahlhausen gegründetes Unternehmen zur Herstellung von Briketts aus Feinkohle. Das Werk lag am Hasenwinkeler Kohlenweg. 

## Geschichte
Nach einer Versuchsphase ab dem 15. Juni 1898 wurde die Brikett-Produktion mit zwei erworbenen Stempelpressen (Schüchtermann, System Couffinhal) im Dezember 1899 aufgenommen, zwei weitere Pressen folgten 1901. In einem Knetwerk wurde der Kohlenstaub bei einer Temperatur von etwa 100 °C mit Steinkohlenteerpech vermengt. Danach erfolgte das Pressen und das Abkühlen. 
Die Feinkohle stammte aus den Zeche Vereinigte Dahlhauser Tiefbau und Zeche Langenbrahm. Die beiden Zechen wurden 1901 zu gleichen Teilen Inhaber, nachdem die ursprünglichen Gesellschafter ausgeschieden waren.
Am 1. November 1908 übernahm die Deutsch-Luxemburgische Bergwerks- und Hütten-AG das Werk und schloss es, weil es bereits über eine bessere Brikettfabrik an der Zeche Friedlicher Nachbar verfügte.
Im Jahre 1912 übernahm die Maschinenfabrik und Eisengießerei G. Wolff jr. das Werk und ließ die Hallen zum Wolff Werk II umbauen und erweitern. Es stellte darin insbesondere Koksöfenbedienmaschinen her.
Seit 1980 war unter der Postanschrift An der Steinhalde 32 in Bochum-Linden die Firma Hebben & Fischbach beheimatet, ein Bergbauzulieferer. Laut Handelsregister erlosch diese Firma im Jahr 2006. Ende 2016 gab die Verwaltung des Stadtbezirks Bochum-Südwest ihre Zustimmung zur Nutzung einer Halle durch ein Kleinunternehmen aus dem Bereich Sonderfahrzeugtechnik.